# Cape St. John
Cape St. John is een kaap in de Canadese provincie Newfoundland en Labrador. De kaap vormt het meest noordoostelijke punt van het schiereiland Baie Verte aan de noordkust van het eiland Newfoundland. Vlak bij de kaap ligt de gemeente LaScie.

## Geschiedenis
Na het Verdrag van Utrecht (1713) kregen de Fransen het recht om te vissen voor het kustgebied tussen Cape Bonavista en Point Riche, wat neerkomt op de gehele noordkust van Newfoundland. Dit gaf de regio de naam "French Shore". Na de Vrede van Versailles (1783) werd de regeling veranderd en werd Cape St. John een belangrijk punt. De Franse visserijrechten verschoven vanaf dan immers naar de regio tussen Cape St. John en Cape Ray; wat neerkomt op de west- en noordwestkust van het eiland. De Fransen behielden hun rechten voor de kust van de Britse kolonie tot aan de Entente Cordiale in 1904.